# Gisik Cemandi
Gisik Cemandi is een bestuurslaag in het regentschap Sidoarjo van de provincie Oost-Java, Indonesië. Gisik Cemandi telt 2190 inwoners (volkstelling 2010).